# 強烈熱帶風暴北冕 (2008年)
強烈熱帶風暴北冕（英語：Severe Tropical Storm Kammuri，國際編號：0809，聯合颱風警報中心：10W，菲律賓大氣地球物理和天文服務管理局：Julian）是2008年太平洋颱風季第9個被命名的熱帶氣旋。「北冕」一名由日本提供，指的是現代88星座中的北冕星座。

## 氣象歷史
在7月29日，一個熱帶擾動在西太平洋海面形成，被聯合颱風警報中心對該擾動發出報告，給予編號為98w，但98w受強勁的垂直風切變影響下，最終減弱。8月1日，當這減弱後的殘餘雲團移至呂宋海峽時，受惠著西南氣流及風切微弱的環境下，再次發展成熱帶擾動，被NRL編號為92W.INVEST。幾乎在同時，聯合颱風警報中心為該擾動發出報告，再次給予編號90w，指它在未來24小時有中等(FAIR)的機會發展成一熱帶氣旋。
8月3日，菲律賓大氣地理天文部門將它升格為一熱帶低氣壓，將它命名為「Julian」，並為呂宋北部多個省份發出熱帶氣旋警告。同日較後，西北太平洋的RSMC—日本氣象廳將它升格為熱帶低氣壓，並估計其中心最低氣壓約為1002hPa。翌日聯合颱風警報中心把它確認為熱帶低氣壓後，其後報告及預測路徑圖預測此熱帶低氣壓會以強烈熱帶風暴或颱風強度在香港西南約200公里內掠過。同時香港天文台也在8月4日把90w升級為熱帶低氣壓。
同日，該熱帶低氣壓受惠著強勁的西南季候風支援下，中心風力持續上升，增強成一熱帶風暴，被聯合颱風警報中心把它升級為熱帶風暴。8月5日，日本氣象廳把它升級為熱帶風暴，並命名為北冕，北冕穩定向西北或西北偏西方向前進，以時速約12公里逼近珠江三角洲一帶，同時，北冕似乎受著南海垂直風切變上升影響，對流逐漸減弱，雲頂溫度上升，似乎開始呈維持強度之勢推進。同時，北冕穩定地向西至西北偏西推進。在8月5日晚上及翌日凌晨，北冕移入垂直風切變較低的海面上，而且移速似乎減慢，令北冕有充足時間組織，最終在凌晨時份發展出一中心密集雲層區，而且增強成強烈熱帶風暴。香港天文台隨即在8月6日凌晨3時把北冕升為強烈熱帶風暴。日本氣象廳亦把它升為強烈熱帶風暴。8月6日早上，北冕進一步增強，並達到強度巔峰，接近中心最高持續風速約每小時110公里。下午副熱帶壓脊稍稍西伸，令北冕加速移動並在下川島登陸。晚上7時45分在廣東陽西縣溪頭鎮沿海地區再登陸，登陸時中心附近最大風力10級（25米/秒）中心最低氣壓980百帕。同日晚上11時減弱為熱帶風暴。次日下午2時50分在廣西壯族自治區東興市江平鎮再次登陸，登陸時中心附近最大風力有8級（18米/秒）。

## 影響

### 香港
- 當地發出之最高熱帶氣旋警告信號： 八號東北烈風或暴風信號 /  八號東南烈風或暴風信號
- 最接近當地時間：2008年8月6日上午10時
- 最接近當地位置：香港之西南偏南約130公里[12]

8月4日北冕增強為熱帶低氣壓，香港天文台於上午10時15分發出一號戒備信號，當時北冕集結在香港之東南約570公里。天文台表示，北冕與香港有一定距離，當日發出三號信號的機會不大。8月5日下午天文台表示北冕將於翌日最接近香港，當晚考慮發出三號熱帶氣旋警告信號。隨著北冕繼續靠近廣東沿岸，香港風力逐漸增強，天文台在晚上7時15分發出三號強風信號，當時北冕位於香港之東南偏南約250公里。三號信號發出後，香港離岸海域及高地普遍吹強風。及後天文台再次指出，北冕將於翌日初時最接近香港，可能在香港西南150公里內掠過，不排除發出八號信號。
8月6日凌晨，北冕增強為強烈熱帶風暴，並繼續靠近香港，天文台遂在凌晨4時發出「熱帶氣旋之特別報告」，宣佈於凌晨5時45分或之前發出八號熱帶氣旋警告信號。天文台於凌晨5時40分發出八號東北烈風或暴風信號，當時北冕位於香港以南約180公里。隨後香港風勢顯著增強，長洲在8個參考測風站中率先錄得烈風，離岸及高地更受暴風影響。隨著風向轉變，天文台在早上8時40分改發八號東南烈風或暴風信號，當時北冕位於香港以南約150公里。八號信號生效期間，香港普遍吹偏東強風至烈風 ，離岸海域及高地間中吹暴風，昂坪更持續受颶風影響。北冕在上午10時最接近香港，在香港之西南偏南約130公里掠過。
天文台在下午2時45分表示，由於北冕遠離香港，因此考慮在傍晚改發三號熱帶氣旋警告信號。隨著北冕登陸廣東西部，八號信號生效約11小時半，天文台在下午5時15分改發三號強風信號，當時北冕集結在香港之西南偏西約210公里。不過改發三號信號後，長洲仍持續受烈風影響，至晚上11時左右才完全消退，市區則普遍仍受強風影響，因此天文台指三號信號仍需在晚間維持。由於風勢減弱，天文台8月7日凌晨4時15分改發一號戒備信號，當時北冕集結在香港以西約420公里，香港南部風勢仍達強風程度。隨著北冕繼續遠離，對香港的威脅解除，天文台終在早上7時15分取消所有熱帶氣旋警告信號。
受到北冕的強雨帶影響，天文台在8月8日早上7時15分發出黃色暴雨警告信號。直到早上9時05分取消，強雨帶令本港廣泛地區雨量超過40毫米。
北冕吹襲期間，天文台測風網絡8個指定自動氣象站有6個錄得強風，當中2個錄得烈風，其中1個更錄得暴風，代表三號信號達標，但八號信號不達標；機場以些微之差，未能錄得烈風。但由於濕地公園只是剛好錄得強風，以及錄得強風時間太短暫，事後在天文台強烈熱帶風暴北冕報告中，濕地公園測得強風之時間沒有紀錄。風暴期間，長洲、西貢、機場、啟德、青衣及濕地公園錄得最高10分鐘平均風速為每小時89、66、62、55、42及41公里。

### 澳門
- 當地懸掛之最高熱帶氣旋信號：  八號東北風球 /   八號東南風球
- 最接近當地時間：2008年8月6日下午2時
- 最接近當地位置：澳門氣象局總部之西南偏南約80公里[36]

8月4日北冕進入澳門的警戒範圍，澳門氣象局在下午1時懸掛一號風球，當時北冕集結在澳門之東南偏東約570公里，逐漸移近廣東沿岸。8月5日晚上，澳門風力普遍增強，氣象局遂於晚上8時15分懸掛三號風球，當時北冕集結在澳門之東南約220公里，氣象局預料北冕於6日晨至上午最接近本澳，氣象局將按實際情況，不排除改掛八號風球。8月6日早上，北冕增強為強烈熱帶風暴，澳門風力亦進一步增強，氣象局遂於早上7時懸掛八號東北風球，當地北冕集結在澳門之東南偏南約150公里。八號風球懸掛後，澳門風力加強至疾勁至烈風程度。大潭山率先錄得疾勁風，隨後三條大橋更錄得烈風。隨著風向轉變，氣象局在下午2時改掛八號東南風球，當時北冕最接近澳門，集結在澳門之西南偏南約80公里，澳門普遍地區的風向轉為東南偏東。北冕在傍晚時分於陽江市附近登陸，澳門風力逐漸下降，氣象局在晚上8時改掛三號風球，當地北冕集結在澳門西南偏西約180公里。隨著北冕在內陸進一步減弱，對澳門威脅解除，氣象局在8月7日凌晨4時15分除下所有風球。北冕吹襲澳門期間，共6個氣象站錄得疾勁至烈風風力，更為大部分地區帶來超過90毫米的雨量。

### 中國大陸
在颱風北冕登陸後，並沒有完全消散，還引致廣東落下一場近12年一遇的暴雨，持續了12日。

## 熱帶氣旋警告使用紀錄

### 香港
| 香港天文台 熱帶氣旋警告信號 | 香港天文台 熱帶氣旋警告信號 | 香港天文台 熱帶氣旋警告信號 |
| --------------------------- | --------------------------- | --------------------------- |
| 上一熱帶氣旋                | 一號戒備信號                | 下一熱帶氣旋                |
| 強颱風風神                  | 一號戒備信號                | 颱風鸚鵡                    |
| 強颱風風神                  | 三號強風信號                | 颱風鸚鵡                    |
| 強颱風風神                  | 八號東北烈風或暴風信號      | 強颱風黑格比                |
| 超強颱風伊布都              | 八號東南烈風或暴風信號      | 強颱風黑格比                |
| 強颱風風神                  | 八號烈風或暴風信號          | 颱風鸚鵡                    |

### 澳門
| 地球物理暨氣象局 熱帶氣旋信號 | 地球物理暨氣象局 熱帶氣旋信號 | 地球物理暨氣象局 熱帶氣旋信號 |
| ----------------------------- | ----------------------------- | ----------------------------- |
| 上一熱帶氣旋                  | 一號風球                      | 下一熱帶氣旋                  |
| 颱風風神                      | 一號風球                      | 颱風鸚鵡                      |
| 颱風風神                      | 三號風球                      | 颱風鸚鵡                      |
| 颱風伊布都                    | 八號東北風球                  | 颱風黑格比                    |
| 颱風浣熊                      | 八號東南風球                  | 颱風黑格比                    |
| 颱風浣熊                      | 八號風球                      | 颱風鸚鵡                      |

## 外部連結
- （英文）聯合颱風警報中心首頁
- （繁體中文） （页面存档备份，存于）
- （日語） （页面存档备份，存于）
- （英文） （页面存档备份，存于）
- （繁體中文） （页面存档备份，存于）
- （繁體中文） （页面存档备份，存于）